# Gars am Inn
Gars am Inn är en köping (Markt) i Landkreis Mühldorf am Inn i Regierungsbezirk Oberbayern i förbundslandet Bayern i Tyskland.
Köpingen ingår i kommunalförbundet Gars am Inn tillsammans med kommunen Unterreit.